# ولایت کیئی

نقشه ژاپن در سال ۱۸۶۸ میلادی. این ولایت با رنگ تیره مشخص شده است.

ولایت کی (به ژاپنی: 紀伊国 Kii no Kuni) یکی از ولایت‌ها در تقسیم‌بندی کشوری قدیم ژاپن بود.